# Winfield Scott

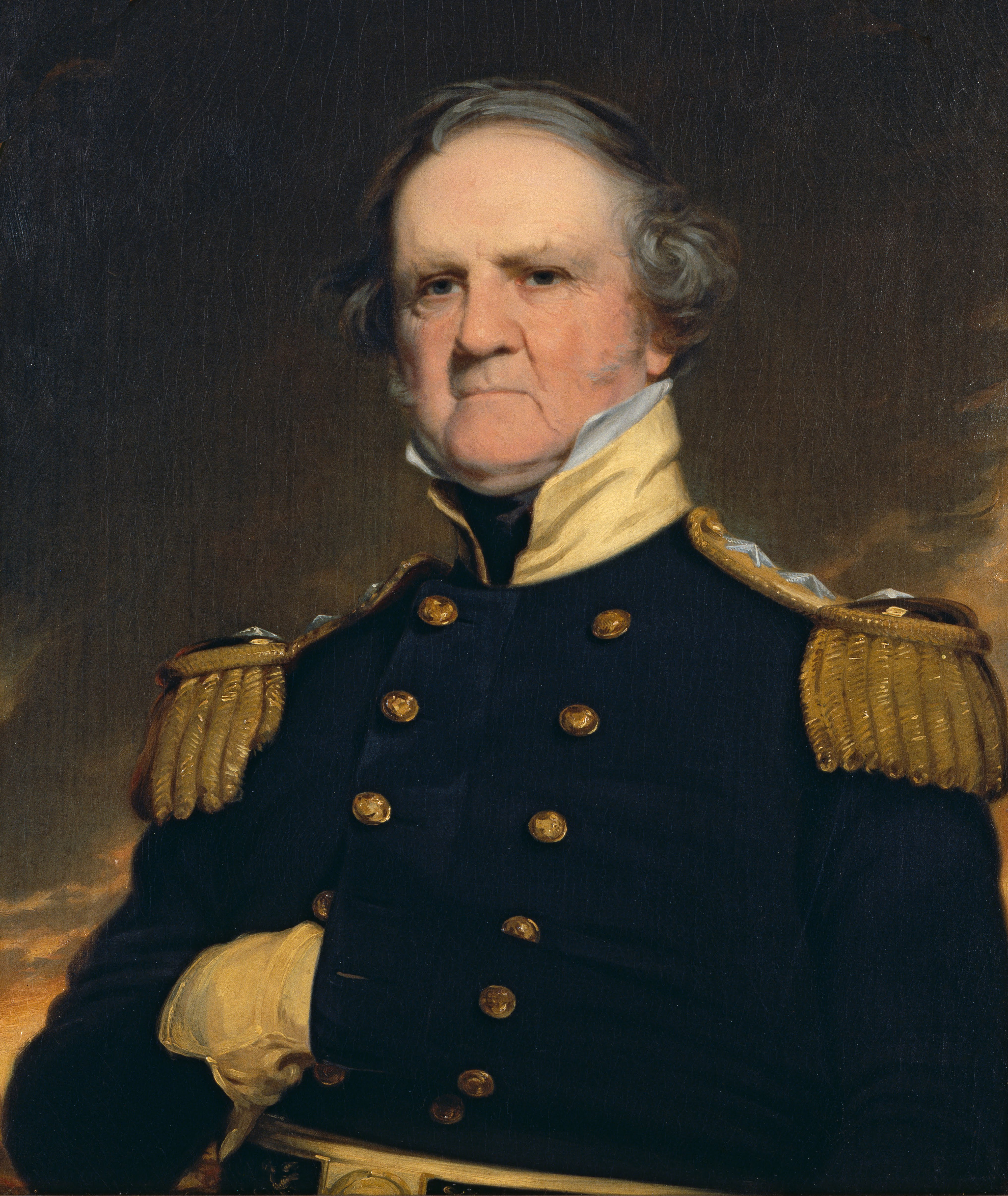
Winfield Scott.

Winfield Scott, född 13 juni 1786 i Dinwiddie County i Virginia, död 29 maj 1866, var en amerikansk general. Han tjänstgjorde som general i USA:s armé från 1814 till 1861.
Scott gick in i armén som kapten 1808 och deltog i kriget mot britterna 1812 som överstelöjtnant. Efter att tagits till fånga, och senare frigivits genom fångutväxling, kom han att våren 1814 befordras till överste.
Han deltog i stormningen av Fort S:t George vid Ontariosjön i maj 1813. Vid Chippewa slog han i juli året därpå tillbaka en brittisk attack, men två månader senare skadades han vid Lundby's Lane.
Scott utnämndes till överbefälhavare över armén år 1841 och stannade på posten i 20 år. Under kriget mot Mexiko ledde han en amfibieoperation och intog hamnen i Veracruz 1847.
Han ställde upp i presidentvalet 1852, men förlorade, och blev kvar som överbefälhavare fram till amerikanska inbördeskrigets utbrott år 1861. Han avgick sedan hans strategi för att omsluta konfederationen förkastats. 